# Vodoměr

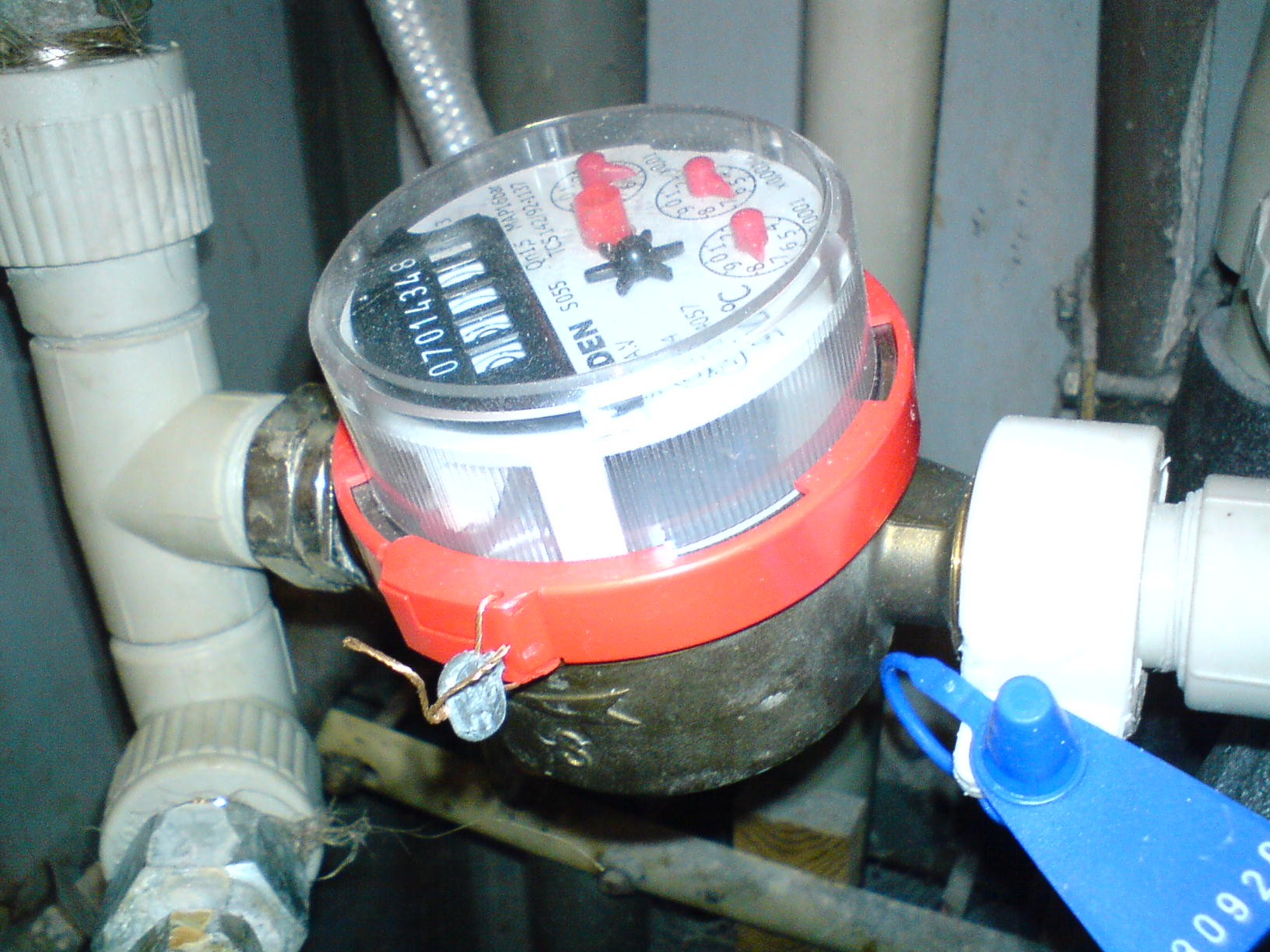
Lopatkový vodoměr

Vodoměr je zařízení k měření průtočného objemu vody. V obchodním styku musí být používány pouze ověřené vodoměry jako stanovená měřidla.

## Vodoměry v právních předpisech ČR
Z hlediska právních předpisů je vodoměr považován za měřidlo. Zákon č. 505/1990 Sb., o metrologii, udává požadavky na měřidla. Podle tohoto zákona je Český metrologický institut věcně a místně příslušný ve věci stanovování metrologických a technických požadavků na stanovené měřidlo a stanovování metod zkoušení při schvalování typu a při ověřování stanoveného měřidla.
Technické požadavky na vodoměry udává nařízení vlády č. 120/2016 Sb., o posuzování shody měřidel při jejich dodávání na trh.
Zákon č. 274/2001 Sb., o vodovodech a kanalizacích pro veřejnou potřebu a o změně některých zákonů (zákon o vodovodech a kanalizacích) v § 17 stanovuje zásadu, že předávací vodoměr musí být umístěn na každé vodovodní přípojce, kde slouží k měření množství pitné vody dodané z vodovodu pro veřejnou potřebu skrze vodovodní přípojku do vnitřního vodovodu v připojené nemovitosti.

## Rozdělení podle účelu měření

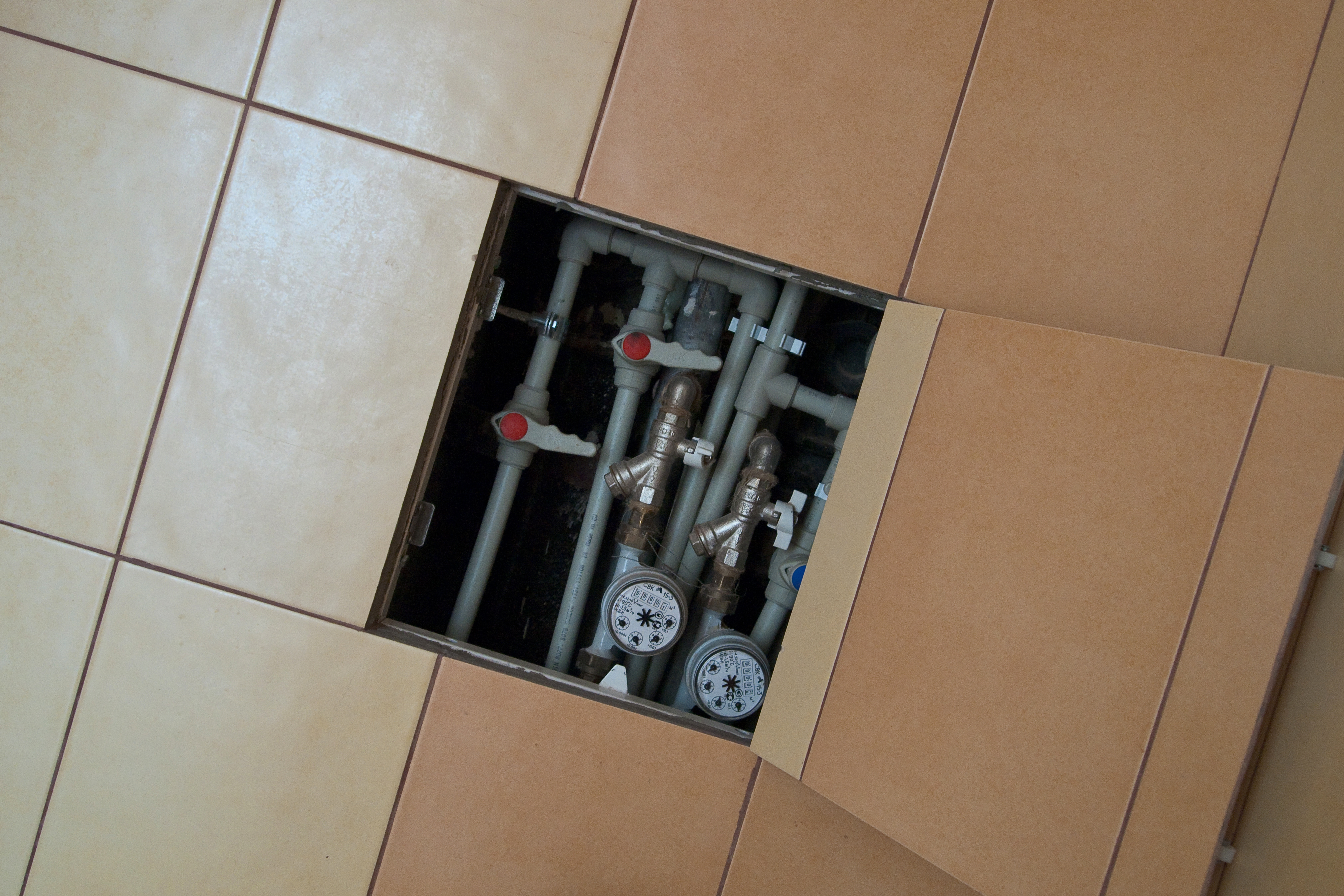
Bytové vodoměry

### Fakturační vodoměr
Používá se za účelem určení objemu dodané vody pro výpočet ceny za dodanou vodu (vodné). Vodoměr použitý v obchodním styku patří do kategorie stanovených měřidel. Vodoměr se musí pravidelně ověřovat cejchováním, u vodoměrů domovních (tzv. hlavní, patní, předávací či fakturační vodoměr) každých 6 let, zatímco u bytových vodoměrů (u teplé vody a studené vody) každých 5 let. Hlavní vodoměr slouží k měření odběru vody v celém objektu. Umisťuje se na rozhraní mezi vodovodní přípojkou a vnitřním vodovodem v objektu. Jeho vlastníkem je vlastník vodovodu.

### Bytové vodoměry
Používají se k rozpočítání odběru vody konečným spotřebitelům v objektech s větším počtem samostatných jednotek (bytové domy). Vodoměr je nejčastěji ve vlastnictví dodavatele služby, nebo vlastníka jednotky, nebo vlastníka budovy, který zajišťuje jeho údržbu a ověřování. Jedná se sice o poměrové vodoměry, ale z hlediska metrologie jsou také měřidly stanovenými. Dle přílohy k vyhlášce č. 345/2002 Sb., položka 1.39 e) “vodoměry na studenou a teplou vodu, používané k rozúčtování nákladů konečným spotřebitelům” je platnost ověření 5 let následujících po roce ověření.

### Provozní vodoměry
V průmyslových objektech, ale i na větších vodovodech v jednotlivých sekcích se používají ke kontrole průtoku nebo při regulaci. Podle jejich způsobu použití (slouží zpravidla jen pro orientační informaci jejich vlastníka) se nemusí jednat o stanovená měřidla.

## Rozdělení podle konstrukce
Vodoměry jsou připojeny k potrubí pomocí šroubení nebo pomocí přírub.
Některé typy vodoměrů mohou být určeny k montáži výhradně do vodorovné polohy, jiné jen do svislé polohy, pro jiné montážní poloha není výrobcem předepsána. Vodoměry usazené ve svislé montážní poloze však obvykle vykazují horší přesnost měření než v horizontální poloze (největší vliv na to má uložení turbíny).
Podle umístění převodového soustrojí rozlišujeme dva typy vodoměrů, a to mokroběžné a suchoběžné:
- mokroběžné – číselníky plně zaplaveny vodou, dochází k přímému mechanickému přenosu z turbíny na číselník.
- suchoběžné – soustrojí umístěno mimo vodu; přenos otáčivého pohybu může být proveden mechanicky nebo magneticky s ochranou proti vnějšímu vlivu.

### Rychlostní vodoměry
Jsou to nejpoužívanější typy vodoměrů. Fungují na principu působení dynamického tlaku vody na oběžné kolo
- Lopatkové vodoměry hlavní součástí je lopatkové kolo, které do pohybu uvádí protékající voda. Otáčivý pohyb lopatkového kola se pak přes převodové ústrojí přenáší na číselník. Používají se pro potrubí průměru 5/8" až 2".
- Šroubové vodoměry pracují na principu roztočení speciálního šroubového kola, které se roztočí díky protékající vodě. Stejně jako u lopatkových vodoměrů se přenáší rotační pohyb na číselník. Šroubové kolo je umístěno buď horizontálně nebo vertikálně. Šroubové vodoměry se používají v průmyslových objektech s vysokým odběrem vody (v potrubích o průměrech 1-1/2" až 12" i vyšších.

### Objemové vodoměry
Slouží pro přesné měření odběru vody s malým průtokem. Fungují na principu střídavého plnění nádob uvnitř vodoměru.

## Speciální typy vodoměrů

### Tangenciální vodoměry
V principu se jedná o rychlostní vodoměry, jejichž lopatky či šroub zasahují do průřezu potrubí jen částečně, takže dovolují vodě procházet volně, i když jsou v ní obsaženy nečistoty jako např. kousky zeminy, listí či jiné pevné částice. Tyto vodoměry jsou zejména vhodné pro zemědělské a zavlažovací účely.

### Elektromagnetické průtokoměry
Pro měření průtoku elektricky vodivých kapalin využívají Faradayova zákona elektromagnetické indukce. Vyžadují napájení střídavým či stejnosměrným proudem. Měří průtok kapaliny bez ohledu na směr toku a mají velmi vysokou přesnost, aniž by je ovlivňovaly jiné fyzikální parametry jako např. hustota, teplota nebo viskozita měřeného média. Měřícím potrubím je válcovitá nádrž s kompletně volným průchodem, což zabraňuje jakýmkoli tlakovým ztrátám.

### Ultrazvukové vodoměry
Vysílají ultrazvukové vlny kapalinou a z rychlosti kapaliny a průměru potrubí odvozují objem.

### Sdružené (kombinované) vodoměry
Jedná se o soustavu dvou vodoměrů, které se vzájemně přepínají podle aktuálního objemu protékající vody. Používají se většinou u velkých objektů, kde nastává velké kolísání průtoku vody. Jsou zapojeny paralelně.

## Rozdělení podle přesnosti
Podle starší evropské normy EEC 75/33 se vodoměry se podle přesnosti měření dělí do tříd A, B, C – nejméně přesné A, nejpřesnější C. Dříve bylo povinností výrobce uvádět třídu přesnosti měření na přístroji. U vodoměrů podle novější normy MID (2004/22/CE) již dělení do tříd přesnosti neexistuje a povinnost označovat vodoměry třídami přesnosti tedy odpadá.
Třída přesnosti podle EEC 75/33 je pouze orientační údaj. Rozhodující jsou konkrétní hodnoty, uvedené v typovém listu schváleného typu vodoměru. Rozlišuje se přesnost v horizontální poloze (H) a ve vertikální poloze (V). Obecně platí, že univerzální vodoměry, schválené pro použití v obou polohách, mají ve vertikální poloze horší metrologické vlastnosti. Důvodem je zvýšené tření v uložení lopatkového kola.
Vodoměry se v ČR zkoušejí a ověřují podle dokumentu s názvem Opatření obecné povahy číslo 0111-OOP-C035-14, kterým se stanovují metrologické a technické požadavky na stanovená měřidla, včetně metod zkoušení při ověřování stanovených měřidel: „měřidla protečeného množství vody – vodoměry, které jsou určeny k použití v obytných a obchodních prostorách a v lehkém průmyslu“. Opatření vydal Český metrologický institut.

### Parametry vodoměrů
U vodoměrů jsou sledovány tyto parametry podle EEC 75/33:
- Qmin = minimální průtok: nad touto hodnotou nesmí vodoměr překročit maximální dovolené chyby
- Qt = přechodový průtok: průtok, který odděluje horní a dolní rozsah průtoku a v němž se nespojitě mění maximální dovolená chyba.
- Qn = jmenovitý (trvalý) průtok: rovná  se polovině maximálního průtoku Qmax
- Qmax = maximální (přetěžovací) průtok: největší průtok, při němž vodoměr může pracovat po omezené časové intervaly bez poškození a bez překročení maximální dovolené chyby a maximální dovolené hodnoty tlakové ztráty

Základním parametrem každého vodoměru je jeho jmenovitý průtok Qn [m3/hod.]. Z této hodnoty se odvodí parametry Qmin a Qt. Při průtocích nad hodnotu Qmin vodoměr nesmí překročit maximální dovolenou chybu měření. Provozování vodoměru pod průtokem Qmin znamená, že přístroj je použit mimo svůj rozsah a žádná přesnost měření není ani zaručena výrobcem, ani ji norma pro takový způsob použití nestanoví.
Například minimální průtok pro 1/2“ provedení běžného vodoměru třídy B bývá kolem 30 litrů za hodinu. Vodoměr ve třídě A (nejběžnější bytové vodoměry) může mít Qmin kolem 60 litrů za hodinu. Většina domácností v ČR platí jednosložkové vodné a stočné, takže velikost průtoku vodoměru se na jejich účtech za vodu neprojeví. Naopak tam, kde se účtuje dvousložkové vodné a stočné, platí odběratelé i fixní poplatek za vodoměr, čím větší průtok, tím vyšší poplatek.
Upozornění: Novější norma MID (2004/22/CE) označuje jednotlivé průtoky Q1, Q2, Q3, Q4. Toto značení je použito také v nařízení vlády č. 464/2005 Sb. a v opatření Českého metrologického institutu.

### Největší dovolené chyby
Největší dovolená chyba objemu dodávaného při průtoku mezi minimálním průtokem (včetně) a přechodovým průtokem Q2 (kromě), kladná nebo záporná, je 5 % pro vodu mající jakoukoliv teplotu. Maximální dovolená chyba v horním rozsahu od Qt (včetně) do Qmax (včetně), je ±2 % pro vodu do teploty 30 °C (včetně) a ±3% pro vodu nad teplotu 30 °C.

### Největší dovolené chyby v používání
Při ověřování měřidel v používání prováděném podle § 11 odst. 4 zákona č. 505/1990 Sb. o metrologii na vyžádání strany, jejíž zájmy mohou být významně poškozeny nesprávným měřením, se jako největší dovolené
chyby uplatní dvojnásobek „největších dovolených chyb“.

### Rozběhový průtok
Tento parametr není součástí zkoušení vodoměru ani ověřování typu vodoměru. Nejde o údaj stanovený normou, pouze o orientační hodnotu. Rozběhový průtok označuje při jakém minimálním průtoku se začne počitadlo rovnoměrně (ne trhaně) otáčet a tedy registrovat průtok vody. Při nižším než rozběhovém průtoku může nastat stav, kdy vodoměr vůbec nezačne zaznamenávat odběr na počitadle. Výrobci většinou uvádějí ve svých materiálech hodnotu rozběhového průtoku, avšak tato hodnota není předmětem hodnocení vodoměru ve zkušebně. Údaj o rozběhovém průtoku nelze zaměňovat s parametrem Qmin.
U různých typů bytových vodoměrů se rozběhový průtok pohybuje většinou mezi 6 až 12 litry za hodinu. Může se podstatně měnit při znečistění vnitřních funkčních částí v průběhu užívání.
Při používání bytových vodoměrů k rozúčtování nákladů se rozdíl mezi předávacím (fakturačním) vodoměrem a součtem bytových vodoměrů vysvětluje tím, že předávací vodoměr má vyšší přesnost. Proto spolehlivě zaznamená součty drobných průtoků v bytech, které se na jednotlivých bytových vodoměrech nemusí projevit.